# Cure de Mélin
La cure de Mélin est un presbytère classé de style traditionnel situé à Mélin, section de la ville belge de Jodoigne en province du Brabant wallon.
La cure fait l'objet d'un classement comme monument historique

## Localisation
La cure se situe à côté de l'église Notre-Dame-de-la-Visitation de Mélin qui se dresse au milieu de son cimetière, le long de la rue des Beaux Prés,, sur une éminence qui domine le village de Mélin qui figure au nombre des « Plus beaux villages de Wallonie »,,,.

## Historique
La cure de Mélin a été bâtie en 1728-1729 et exhaussée d'un demi-niveau en 1830,,,,.

## Classement
La cure de Mélin fait l'objet d'un classement comme monument historique depuis le 18 juillet 1991 sous la référence 25048-CLT-0026-01.

## Architecture
La cure est un bâtiment de style traditionnel qui se compose d'un corps de logis et de dépendances,.
Le corps de logis est un édifice de 5 travées et de 2 niveaux construit en briques rouges et en pierre de Gobertange et couvert d'une toiture en tuiles de couleur orange. La pierre de Gobertange y est utilisée pour le soubassement, les cordons de pierre et les encadrements des baies,,. Le rez-de chaussée est percé de 4 hautes fenêtres à croisillons de bois et aux montants harpés tandis que l'étage est percé de 5 fenêtres carrées à montants droits. La travée centrale est percée d'une porte dont les piédroits à chapiteaux toscans portent un arc en plein cintre légèrement surbaissé surmonté d'un œil-de-bœuf orné d'un vitrail marqué d'une croix et surmonté d'un larmier prolongé par des volutes,.
L'angle de droite est doté d'un chaînage d'angle en pierre.
Le cordon de pierre placé sous la corniche réunit des trous de boulin en croisette, qui ont été bouchés.
Le corps de logis est flanqué de dépendances en retour d'équerre du début du XVIIIe siècle dont les murs sont édifiés en briques rouges et en pierre de Gobertange comme le corps de logis mais qui, à la différence de celui-ci, conservent la trace des arcs de décharge au-dessus des fenêtres et sont couronnés d'une frise de denticules,.
Le mur pignon de la dépendance est orné d'un pignon à épis en moellons orné de triangles de briques rouges.

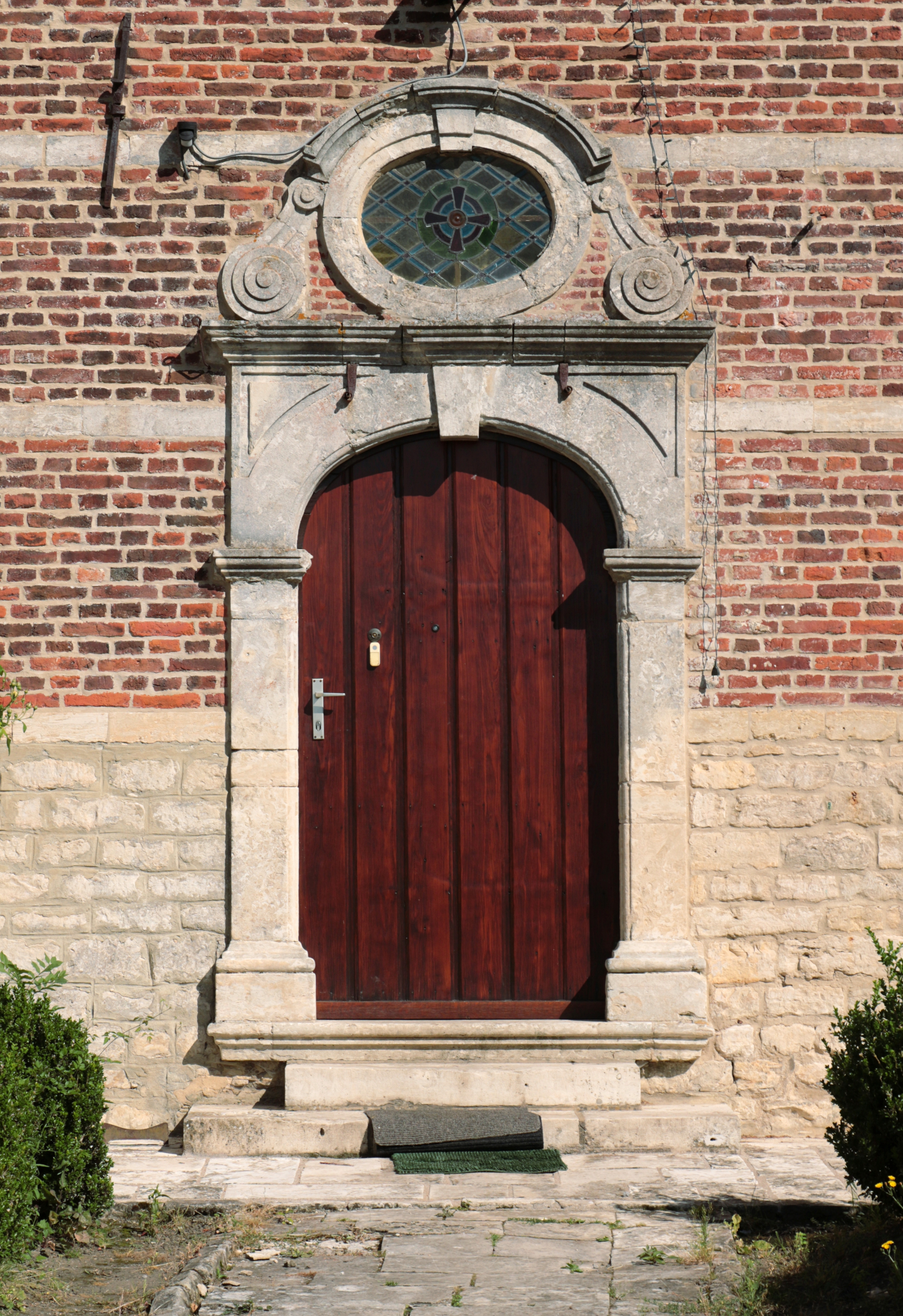
La porte et son œil-de-bœuf.
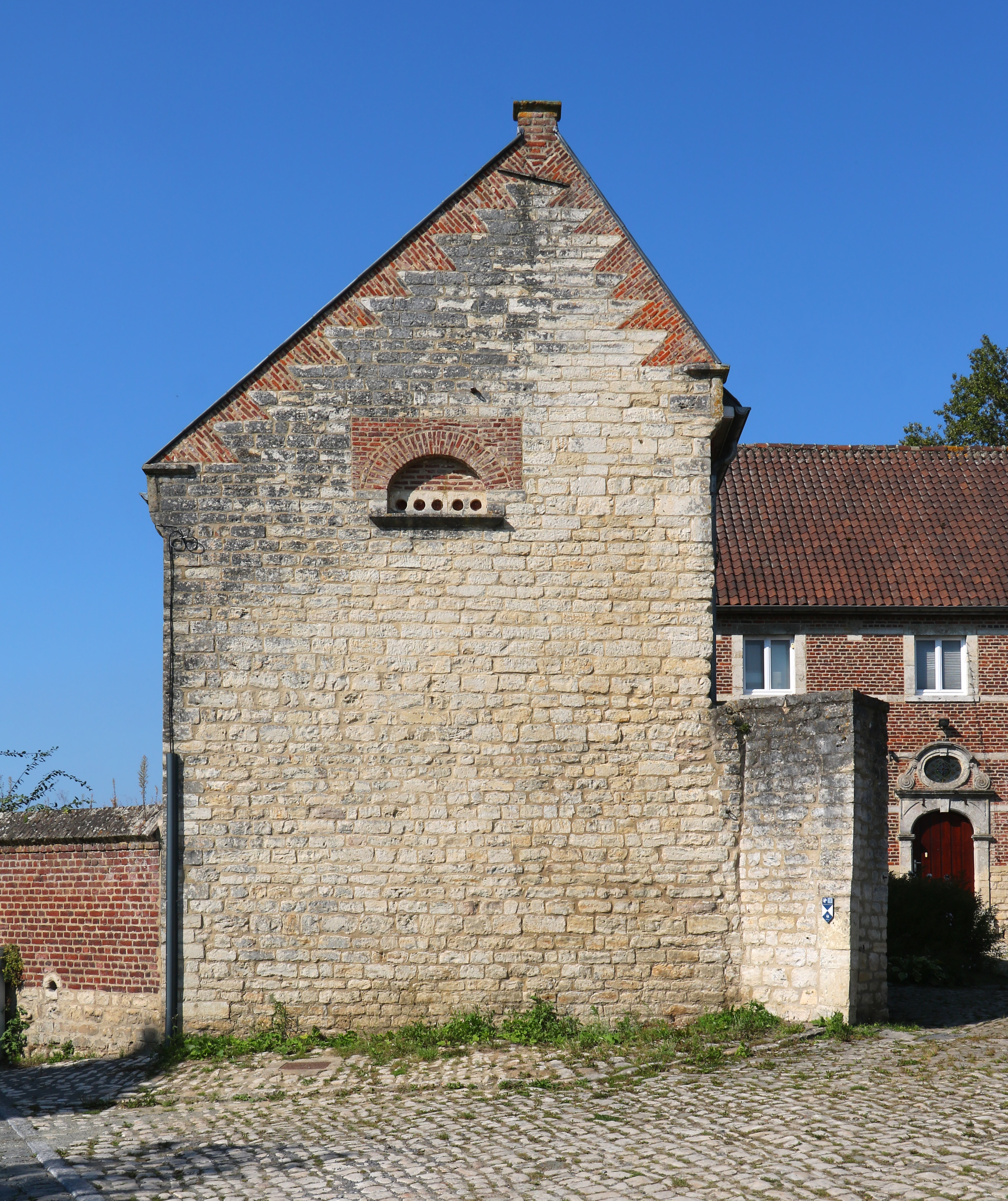
Le mur pignon de la dépendance .
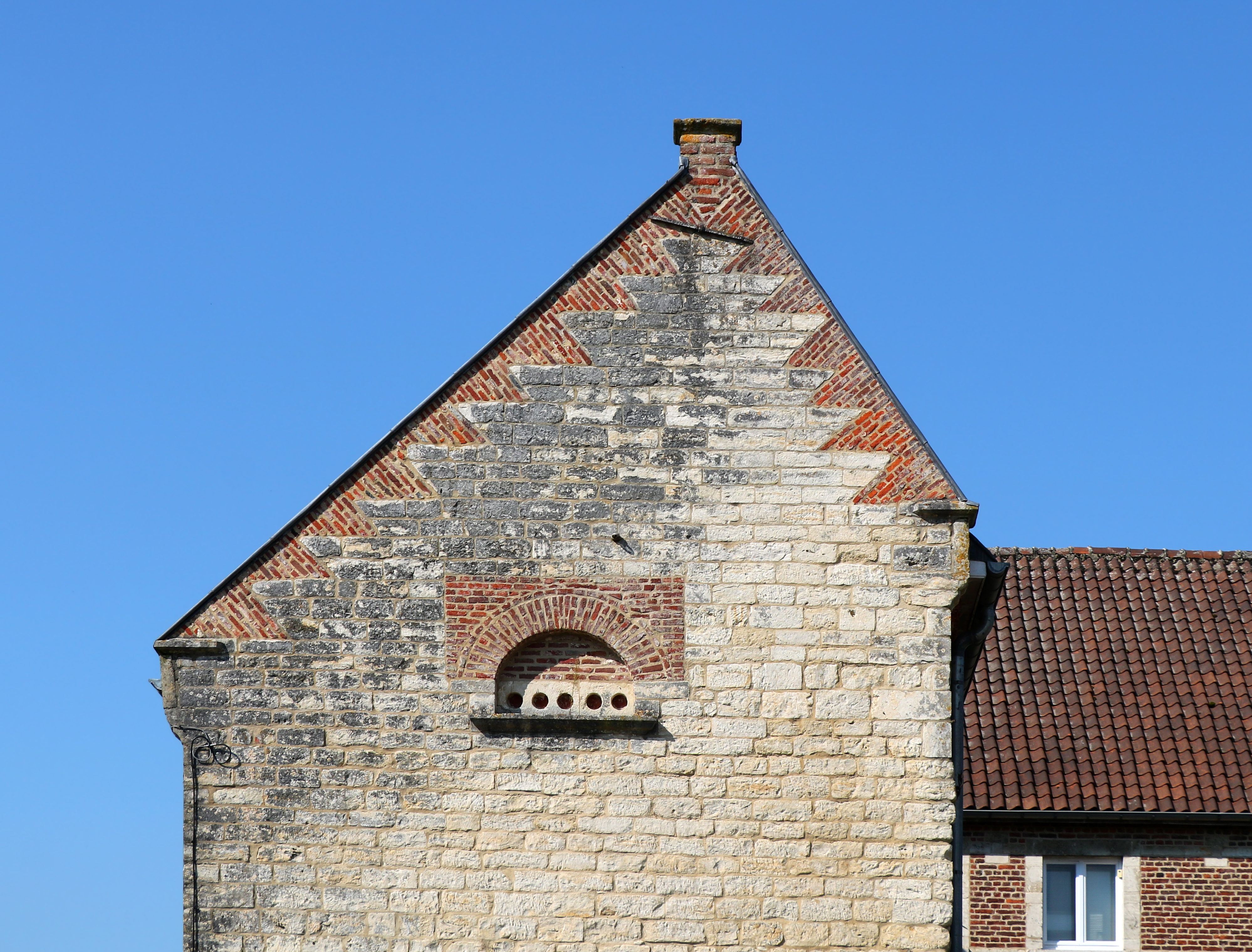
Le pignon à épis de la dépendance.